# Dunn Engineering
Dunn Engineering – amerykański zespół i konstruktor wyścigowy z siedzibą w Detroit, założony przez Harry'ego Dunna. Dunn uczestniczył w mistrzostwach AAA w latach 1956–1964 oraz w wyścigu Indianapolis 500 w latach 1956–1959.

## Wyniki
| Legenda oznaczeń w tabelach wyników Wyświetl szablon na nowej stronie | Legenda oznaczeń w tabelach wyników Wyświetl szablon na nowej stronie                                                                     |
| Oznaczenie                                                            | Wyjaśnienie |
| --------------------------------------------------------------------- | --- |
| Złoty                                                                 | Zwycięzca lub mistrzostwo |
| Srebrny                                                               | 2. miejsce lub wicemistrzostwo |
| Brązowy                                                               | 3. miejsce lub II wicemistrzostwo |
| Zielony                                                               | Ukończył, punktował (w klasyfikacji generalnej, gdy zdobył co najmniej jeden punkt na przestrzeni sezonu, poza trzema powyższymi opcjami) |
| Niebieski                                                             | Ukończył, nie punktował (w klasyfikacji generalnej, gdy nie zdobył co najmniej jednego punktu na przestrzeni sezonu)                      |
| Czerwony                                                              | Nie zakwalifikował się (NZ) |
| Czerwony                                                              | Nie prekwalifikował się (NPK) |
| Różowy                                                                | Nie ukończył (NU) |
| Różowy                                                                | Niesklasyfikowany (NS) (w klasyfikacji generalnej, gdy nie został sklasyfikowany w żadnym wyścigu sezonu)                                 |
| Czarny                                                                | Zdyskwalifikowany (DK) |
| Czarny                                                                | Wykluczony (WYK/EX) |
| Biały                                                                 | Nie wystartował (NW) |
| Biały                                                                 | Kontuzjowany (K/INJ) |
| Biały                                                                 | Wyścig odwołany (OD/C) |
| Bez koloru                                                            | Został wycofany (WYC/WD) |
| Bez koloru                                                            | Nie przybył (NP/DNA) |
| Bez koloru                                                            | Nie brał udziału w treningach (NT/DNP) |
| Bez koloru                                                            | Nie został zgłoszony (–) |
| Pogrubienie                                                           | Start z pole position |
| Kursywa                                                               | Najszybsze okrążenie wyścigu |
| †                                                                     | Nie ukończył, ale jego rezultat został zaliczony ze względu na przejechanie więcej niż 90% dystansu wyścigu.                              |
| *                                                                     | Sezon w trakcie |
| 1/2/3                                                                 | Punktowana pozycja w sprincie kwalifikacyjnym                                                                                             |
| Lista systemów punktacji Formuły 1                                    | |

### Formuła 1
W latach 1950–1960 wyścig Indianapolis 500 był eliminacją Mistrzostw Świata Formuły 1.
| Sezon | Zespół           | Samochód                      | Kierowcy      | Wyniki w poszczególnych eliminacjach | Wyniki w poszczególnych eliminacjach | Wyniki w poszczególnych eliminacjach | Wyniki w poszczególnych eliminacjach | Wyniki w poszczególnych eliminacjach | Wyniki w poszczególnych eliminacjach | Wyniki w poszczególnych eliminacjach | Wyniki w poszczególnych eliminacjach | Wyniki w poszczególnych eliminacjach | Wyniki w poszczególnych eliminacjach | Wyniki w poszczególnych eliminacjach | Wyniki kierowców | Wyniki kierowców | Wyniki konstruktora | Wyniki konstruktora |
| 1956  |                  |                               |               | Argentyna                            | Monako                               | Stany Zjednoczone                    | Belgia                               | Francja                              | Wielka Brytania                      | Niemcy                               | Włochy                               |                                      |                                      |                                      | Pkt.             | Msc.             | Pkt.                | Msc.                |
| ----- | ---------------- | ----------------------------- | ------------- | ------------------------------------ | ------------------------------------ | ------------------------------------ | ------------------------------------ | ------------------------------------ | ------------------------------------ | ------------------------------------ | ------------------------------------ | ------------------------------------ | ------------------------------------ | ------------------------------------ | ---------------- | ---------------- | ------------------- | ------------------- |
| 1956  | Dunn Engineering | Kurtis Kraft 500B-Offenhauser | Keith Andrews | -                                    | -                                    | NU                                   | -                                    | -                                    | -                                    | -                                    | -                                    |                                      |                                      |                                      | 0                | NS               | –                   | –                   |
| 1957  |                  |                               |               | Argentyna                            | Monako                               | Stany Zjednoczone                    | Francja                              | Wielka Brytania                      | Niemcy                               | Włochy                               | Włochy                               |                                      |                                      |                                      | Pkt.             | Msc.             | Pkt.                | Msc.                |
| 1957  | Dunn Engineering | Dunn-Offenhauser              | Al Herman     | -                                    | -                                    | NU                                   | -                                    | -                                    | -                                    | -                                    | -                                    |                                      |                                      |                                      | 0                | NS               | –                   | –                   |
| 1958  |                  |                               |               | Argentyna                            | Monako                               | Holandia                             | Stany Zjednoczone                    | Belgia                               | Francja                              | Wielka Brytania                      | Niemcy                               | Portugalia                           | Włochy                               | Maroko                               | Pkt.             | Msc.             | Pkt.                | Msc.                |
| 1958  | Dunn Engineering | Dunn-Offenhauser              | Chuck Weyant  | -                                    | -                                    | -                                    | NU                                   | -                                    | -                                    | -                                    | -                                    | -                                    | -                                    | -                                    | 0                | NS               | –                   | –                   |
| 1959  |                  |                               |               | Monako                               | Stany Zjednoczone                    | Holandia                             | Francja                              | Wielka Brytania                      | Niemcy                               | Portugalia                           | Włochy                               | Stany Zjednoczone                    |                                      |                                      | Pkt.             | Msc.             | Pkt.                | Msc.                |
| 1959  | Dunn Engineering | Dunn-Offenhauser              | Al Herman     | -                                    | 13                                   | -                                    | -                                    | -                                    | -                                    | -                                    | -                                    | -                                    |                                      |                                      | 0                | 43               | –                   | –                   |
| 1960  |                  |                               |               | Argentyna                            | Monako                               | Stany Zjednoczone                    | Holandia                             | Belgia                               | Francja                              | Wielka Brytania                      | Portugalia                           | Włochy                               | Stany Zjednoczone                    |                                      | Pkt.             | Msc.             | Pkt.                | Msc.                |
| 1960  | Dunn Engineering | Dunn-Offenhauser              | Chuck Rodee   | -                                    | -                                    | NZ                                   | -                                    | -                                    | -                                    | -                                    | -                                    | -                                    | -                                    |                                      | 0                | NS               | –                   | –                   |

### Indianapolis 500
| Rok  | Kierowca      | Nr | Kwal. | Wynik | Okr. | Lider | Uwagi   |
| ---- | ------------- | -- | ----- | ----- | ---- | ----- | ------- |
| 1956 | Keith Andrews | 89 | 20    | 26    | 94   | 0     | wypadek |
| 1957 | Al Herman     | 89 | 30    | 21    | 111  | 0     | wypadek |
| 1958 | Chuck Weyant  | 89 | 29    | 24    | 38   | 0     | wypadek |
| 1959 | Al Herman     | 89 | 23    | 13    | 200  | 0     |         |
| 1960 | Chuck Rodee   | 89 | NZ    |       |      |       |         |
| 1961 | Chuck Rodee   | 89 | NZ    |       |      |       |         |
| 1962 | Jack Conely   | 89 | NZ    |       |      |       |         |